# بيل ويكفيلد
بيل ويكفيلد (بالإنجليزية: Bill Wakefield)‏ هو لاعب كرة قاعدة أمريكي، ولد في 24 مايو 1941 في كانساس سيتي في الولايات المتحدة.

## وصلات خارجية
- بيل ويكفيلد على موقع دوري كرة القاعدة الرئيسي (الإنجليزية)
- بيل ويكفيلد على موقعبيزبول رفرنس.كوم (الدوري الرئيسي) (الإنجليزية)
- بيل ويكفيلد على موقعبيزبول رفرنس.كوم (الدوري الثانوي) (الإنجليزية)